# 短梗稠李
短梗稠李是蔷薇科李属的植物，为中国的特有植物。分布在中国大陆的河南、陕西、甘肃、四川、贵州、云南、湖北等地，生长于海拔1,500米至2,500米的地区，一般生长在山谷、山坡灌丛中或山沟林中。

## 别名
短柄稠李（秦岭植物志）